# Michele Alboreto
Michele Alboreto ( Milano, Italija, 23. prosinca 1956. – Klettwitz, Njemačka, 21. travnja 2001. ) bio je talijanski vozač automobilističkih utrka.